# Коко Роузи
„Коко Роузи“ (стилизирано на английски: CocoRosie) е музикална група от Париж.
Сформирана е през 2003 година от сестрите Бианка Касади (Коко) и Сиера Касади (Роузи). Те са родени и израснали в САЩ, но се събират като група в Париж, след като за първи път от години се виждат.
Музиката им е определяна като фрийк фолк и включва елементи от поп, блус, електроника и хип-хоп.
В началото „Коко Роузи“ е дует, в който Сиера пее, свири на китара, пиано и арфа, а Бианка пее и използва разни детски играчки, електронни и перкусионни инструменти, както и други екзотични уреди за създаване на шум. Впоследствие към групата се присъединяват поддържащи музиканти, обикновено басист, кийбордист и бийтбоксър.
Развиват обширна концертна дейност, като свирят в Европа, САЩ и др. Имат издадени 5 албума: La maison de mon rêve (2004), Noah's Ark (2005), The Adventures of Ghosthorse and Stillborn (2007), Grey Oceans (2010) и Tales of a Grass Widow (2013).